# NGC 4707
NGC 4707 (również PGC 43255 lub UGC 7971) – magellaniczna galaktyka spiralna (Sm), znajdująca się w gwiazdozbiorze Psów Gończych. Odkrył ją William Herschel 26 kwietnia 1789 roku.